# Constituant (droit des sûretés)
En droit des sûretés québécois, le constituant (art. 2681 du Code civil du Québec) est la personne qui constitue une hypothèque.
Dans les cas simples de sûretés, le débiteur (propriétaire) correspond au constituant tandis que le créancier (l'institution financière) correspond au titulaire de l'hypothèque. Dans d'autres cas, le constituant peut être un tiers.

## Conditions de fond sur le constituant
Les articles 2681 à 2686 C.c.Q. créent des conditions de fond sur qui peut constituer une hypothèque.
- Le constituant doit avoir la capacité d'aliéner les biens qu'il soumet, d'après l'art. 2681 al. 1 C.c.Q.. Par exemple, la capacité d'aliéner des époux est encadrée par la protection de la résidence familiale de l'article 404 C.c.Q.[2].
- Si le constituant n'a qu'un droit conditionnel ou susceptible d'être frappé de nullité, il ne peut consentir qu'une hypothèque sujette à la même condition de nullité, d'après l'art. 2682 C.c.Q..
- D'après l'art. 2683 al. 1 C.c.Q[3], une personne physique ne peut pas consentir une hypothèque mobilière sans dépossession que pour les biens prévus aux articles 15.01[4] et 15.02[5] du règlement sur le RDPRM, sauf s'il exploite une entreprise et que l'hypothèque grève les biens de l'entreprise. Donc un entrepreneur qui grève les biens de son entreprise n'est pas assujetti à ces restrictions.  Outre la liste des véhicules des articles 15.01 et 15.02 RDPRM, les biens hypothécables par le non-entrepreneur incluent aussi les biens précieux au sens de l'article 265 de la Loi sur les impôts[6] et les biens incorporels, notamment les contrats de dépôt au  sens de la Loi sur les valeurs mobilières, les valeurs mobilières et titres intermédiés régies par la Loi sur le transfert de valeurs mobilières et l'obtention de titres intermédiés[7], les contrats d'assurance et les contrats d'investissement, ainsi que la propriété intellectuelle. Mais le Règlement sur le RPDRM exclut la possibilité de constituer un REER, fonds de revenu de retraite, une épargne-retraite et une épargne-invalidité.
- L'article 2684 C.c.Q. affirme que seule une personne qui exploite une entreprise peut consentir une hypothèque sur une universalité de biens[8]. Il peut ainsi hypothéquer les animaux, l'outillage ou le matériel d'équipement professionnel, les créances et comptes clients, les brevets et marques de commerce, ou encore les meubles corporels qui font partie de l'actif de l'une ou autre de ses entreprises et qui sont destinés à être vendus, loués ou traités dans le processus de fabrication ou de transformation d'un bien destiné à la vente, à la location ou à la prestation de services.
- L'article 2684.1 C.c.Q[9]. crée une exception à l'article 2684 C.c.Q. en permettant au non-entrepreneur de consentir une hypothèque sur une universalité de créances, présentes et à venir, portant sur le solde créditeur d'un compte  financier visé par les articles 2713.1 à 2713.9, de même qu'une universalité de valeurs mobilières ou de titres intermédiés visés par la Loi sur le transfert des valeurs mobilières et l'obtention de titres intermédiés.
- L'art. 2685 C.c.Q. prévoit que seule la personne, la société ou le fiduciaire qui exploite une entreprise peut consentir une hypothèque sur un meuble représenté par un connaissement[10].
- L'article 2686 C.c.Q[11]. prévoit que seule la personne, la société ou le fiduciaire qui exploite une entreprise peut consentir une hypothèque ouverte sur les biens de l’entreprise.

Outre ces conditions de fond sur le constituant, il existe d'autres conditions sur les biens hypothécables ailleurs dans le Code civil, par exemple l'interdiction de constituer une hypothèque sur les biens insaisissables (art. 2668 al.1 C.c.Q.) et sur les meubles du débiteur qui garnissent sa résidence principale, servent à l’usage du ménage et sont nécessaires à la vie de celui-ci (art. 2668 al.2 c.c.Q.).

## Tiers constituant
Dans certains cas, le constituant peut être un tiers (art. 2681 a.2 C.c.Q.), donc une personne différente du débiteur. Il peut hypothéquer son bien pour garantir la dette d'un tiers.
Le tiers n'engage pas sa responsabilité personnelle lorsqu'il hypothèque un bien pour le bénéfice d'un débiteur. Il est qualifié de « caution réelle » dans ce cas, mais les règles du cautionnement (art. 2333 C.c.Q.) ne s'appliquent pas dans ce cas. Il peut s'agir par exemple d'un père qui veut venir en aide économiquement à son fils en lui permettant d'obtenir un prêt au moyen d'une hypothèque sur son terrain.
Le fait d'être un tiers constituant pour ne pas engager sa responsabilité personnelle n'a rien à voir avec la constitution d'une fiducie, qui crée un patrimoine différent appelé patrimoine d'affectation.